# Pilots de Seattle
Les Pilots de Seattle (Seattle Pilots en anglais) est un éphémère club de baseball professionnel de la ville américaine de Seattle, dans l'État de Washington, et la première franchise des ligues majeures de baseball de la ville. Créé à la suite de l'expansion de 1969 des ligues majeures de baseball, le club évolue durant la saison 1969 dans la division Ouest de la ligue américaine. La franchise fait faillite l'année suivante et déménage le 2 avril 1970 à Milwaukee, dans le Wisconsin, pour devenir les Brewers de Milwaukee.
Le club jouait ses matchs à domicile au Sick's Stadium.
Le livre autobiographique et best-seller Ball Four de Jim Bouton évoque la saison de l'auteur au sein de la franchise.

## Historique
Seattle a, avant l'arrivée du baseball majeur en 1969, une longue histoire en niveau Triple-A de baseball, le plus haut niveau des ligues mineures de baseball. Troisième plus importante métropole de la côte Ouest, elle est le domicile des Rainiers de Seattle, l'un des piliers de la ligue de la côte du Pacifique.
Plusieurs franchises du baseball majeur avaient considéré déménager à Seattle avant 1969 ; les Indians de Cleveland considèrent l'option en 1964 mais décident de rester à Cleveland, et les Athletics de Kansas City en 1967.

## Personnalités
- Propriétaires :
  - Dewey Soriano (en)
  - William R. Daley
- Gérants :
  - Joe Schultz (en)